# Біатлон на зимових Олімпійських іграх 2010 — естафета (чоловіки)
Чоловіча біатлонна естафета 4 по 7,5 кілометрів на зимових Олімпійських іграх 2010 пройшла 26 лютого в Олімпійському парку Вістлера в Вістлері, Британська Колумбія (Канада). В ній взяли участь 19 команд.

## Призери
| Золото                                                                        | Срібло                                                                 | Бронза                                                      |
| Норвегія Халвар Ханевольд Тар'єй Бо Еміль Хегле Свендсен Уле-Ейнар Б'єрндален | Австрія Сімон Едер Даніель Мезотіч Домінік Ландертінгер Крістоф Зуманн | Росія Іван Черезов Антон Шипулін Максим Чудов Євген Устюгов |

## Змагання
| Місце | Стартовий номер | Країна                                                                        | Час                                       | Стрільба (Л+С)                           | Відставання |
| ----- | --------------- | ----------------------------------------------------------------------------- | ----------------------------------------- | ---------------------------------------- | ----------- |
| 01 !  | 1               | Норвегія Халвар Ханевольд Тар'єй Бо Еміль Хегле Свендсен Уле-Ейнар Б'єрндален | 1:21:38.1 20:15.6 20:26.8 20:31.3 20:24.4 | 0+5 0+2 0+1 0+0 0+1 0+1 0+2 0+0          | 0.0         |
| 02 !  | 2               | Австрія Сімон Едер Даніель Мезотіч Домінік Ландертінгер Крістоф Зуманн        | 1:22:16.7 20:10.0 20:38.0 20:25.9 21:02.8 | 1+6 0+2 0+0 0+1 0+2 0+1 0+1 0+0 1+3 0+0  | +38.6       |
| 03 !  | 3               | Росія Іван Черезов Антон Шипулін Максим Чудов Євген Устюгов                   | 1:22:16.9 20:07.5 21:05.0 20:23.2 20:41.2 | 0+0 0+4 0+0 0+1 0+0 0+0 0+0 0+0 0+0 0+3  | +38.8       |
| 4     | 7               | Швеція Фредрик Ліндстрем Карл Юхан Бергман Маттіас Нільссон Б'єрн Феррі       | 1:23:02.0 20:11.3 20:37.9 21:32.0 20:40.8 | 0+3 1+7 0+1 0+0 0+1 0+3 0+0 1+3 0+1 0+1  | +1:23.9     |
| 5     | 5               | Німеччина Сімон Шемпп Андреас Бірнбахер Арнд Пайффер Міхаель Грайс            | 1:23:16.0 20:10.4 21:53.7 20:56.9 20:15.0 | 0+0 2+7 0+0 0+1 0+0 2+3 0+0 0+3 0+0 0+0  | +1:37.9     |
| 6     | 4               | Франція Венсан Же Венсан Дефран Сімон Фуркад Мартін Фуркад                    | 1:23:16.2 20:13.7 21:25.6 21:08.2 20:28.7 | 0+3 1+6 0+2 0+1 0+1 1+3 0+0 0+0 0+0 0+2  | +1:38.1     |
| 7     | 14              | Чехія Ярослав Соукуп Зденек Вітек Роман Достал Міхал Шлезінгр                 | 1:23:55.2 20:13.5 20:36.8 21:45.7 21:19.2 | 0+3 0+6 0+0 0+1 0+1 0+1 0+2 0+2 0+0 0+2  | +2:17.1     |
| 8     | 9               | Україна Олександр Біланенко Андрій Дериземля В'ячеслав Деркач Сергій Седнев   | 1:24:25.1 20:38.7 20:44.3 21:47.3 21:14.8 | 0+1 0+3 0+0 0+1 0+1 0+1 0+0 0+0 0+0 0+1  | +2:47.0     |
| 9     | 6               | Швейцарія Томас Фрай Маттіас Зіммен Бенджамін Вегер Сімон Галленбартер        | 1:24:36.8 20:47.6 21:17.1 21:26.1 21:06.0 | 0+2 0+7 0+0 0+1 0+2 0+3 0+0 0+2 0+0 0+1  | +2:58.7     |
| 10    | 18              | Канада Робін Клегг Марк-Андре Бедар Брендан Грін Жан-Філіпп Легеллек          | 1:24:50.7 20:16.4 21:11.6 22:12.0 21:10.7 | 0+3 0+4 0+0 0+1 0+1 0+1 0+2 0+1 0+0 0+1  | +3:12.6     |
| 11    | 8               | Білорусь Євген Абраменко Олександр Симан Рустам Валіулін Сергій Новиков       | 1:25:47.4 21:59.3 21:05.0 21:36.4 21:06.7 | 0+3 1+5 0+1 0+1 0+1 0+1 0+0 1+3 0+1 0+0  | +4:09.3     |
| 12    | 17              | Італія Крістіан Де Лоренці Маркус Віндіш Лукас Гофер Маттья Кола              | 1:26:27.5 20:16.7 21:39.6 21:44.1 22:47.1 | 0+3 1+8 0+1 0+2 0+0 1+3 0+0 0+2 0+2 0+1  | +4:49.4     |
| 13    | 10              | США Ловелл Бейлі Джей Хаккінен Тім Берк Джеремі Тіла                          | 1:27:58.3 20:51.8 21:47.0 22:01.7 23:17.8 | 0+2 4+10 0+0 0+1 0+0 1+3 0+0 2+3 0+2 1+3 | +6:20.2     |
| 14    | 12              | Естонія Прійт Вікс Каурі Койв Індрек Тобрелутс Роланд Лессінг                 | 1:28:16.5 21:07.1 22:39.6 21:54.3 22:35.5 | 3+7 0+3 0+0 0+3 1+3 0+0 0+1 0+0 2+3 0+0  | +6:38.4     |
| 15    | 19              | Словаччина Мірослав Матяшко Марек Матяшко Душан Шімочко Павол Гурайт          | 1:28:54.1 21:18.3 22:09.6 23:56.3 21:29.9 | 1+4 1+8 0+0 0+1 0+0 0+2 1+3 1+3 0+1 0+2  | +7:16.0     |
| 16    | 15              | Болгарія Міхаіл Клетчеров Владімір Ілієв Мирослав Кенанов Красімір Анєв       | 1:29:39.7 20:48.4 22:36.4 23:28.9 22:46.0 | 0+3 0+6 0+1 0+1 0+2 0+1 0+0 0+1 0+0 0+3  | +8:01.6     |
| 17    | 13              | Словенія Петер Докл Клемен Бауер Вася Рупнік Янез Маріч                       | 1:29:52.4 23:09.1 22:24.3 22:10.2 22:08.8 | 0+6 3+10 0+2 1+3 0+0 2+3 0+3 0+2 0+1 0+2 | +8:14.3     |
| 18    | 16              | Казахстан Олександр Червихов Ян Савицький Діас Кенешев Олександр Трифонов     | 1:30:31.1 21:08.9 22:23.1 24:10.2 22:48.9 | 2+6 2+7 0+1 0+3 2+3 0+1 0+1 2+3 0+1 0+0  | +8:53.0     |
| 19    | 11              | Латвія Едгарс Піксонс Ілмарс Бріціс Андрейс Расторгуєвс Крістапс Лібетіс      | 1:35:15.5 26:11.5 21:47.2 23:31.6 23:45.2 | 5+8 2+8 3+3 2+3 0+1 0+2 2+3 0+0 0+1 0+3  | +13:37.4    |